# Portada/efemèride març 13
Anna Sahun
« 12 de març · 13 de març · 14 de març »